# Dobieszyn (gromada)
Dobieszyn – dawna gromada, czyli najmniejsza jednostka podziału terytorialnego Polskiej Rzeczypospolitej Ludowej w latach 1954–1972.
Gromady, z gromadzkimi radami narodowymi (GRN) jako organami władzy najniższego stopnia na wsi, funkcjonowały od reformy reorganizującej administrację wiejską przeprowadzonej jesienią 1954 do momentu ich zniesienia z dniem 1 stycznia 1973, tym samym wypierając organizację gminną w latach 1954–1972.
Gromadę Dobieszyn siedzibą GRN w Dobieszynie utworzono – jako jedną z 8759 gromad na obszarze Polski – w powiecie kozienickim w woj. kieleckim, na mocy uchwały nr 13e/54 WRN w Kielcach z dnia 29 września 1954. W skład jednostki weszły obszary dotychczasowych gromad Dobieszyn, Sielce kolonia, Sielce wieś, Sułków, Olszowo-Dąbrowa, Lipskie Budy i Helenów ze zniesionej gminy Bobrowniki oraz obszary dotychczasowych gromad Matyldzin i Helenówek ze zniesionej gminy Głowaczów w tymże powiecie. Dla gromady ustalono 17 członków gromadzkiej rady narodowej.
1 stycznia 1958 gromada weszła w skład powiatu białobrzeskiego w tymże województwie.
31 grudnia 1961 do gromady Dobieszyn przyłączono wieś Grabowy Las, kolonie Stromiec Podlesie i Ksawerowska Wola oraz stację kolejową Dobieszyn ze zniesionej gromady Stromiec Podlesie w tymże powiecie.
Gromada przetrwała do końca 1972 roku, czyli do kolejnej reformy gminnej.